# 1994年の政治
1994年の政治（1994ねんのせいじ）では、1994年（平成6年）の政治分野に関する出来事について記述する。

## できごと

### 1月
- 1月18日 - イタリアの実業家、シルヴィオ・ベルルスコーニが新党「フォルツァ・イタリア」（FI）を結成し、次期総選挙への出馬を表明する。
- 1月29日 - 細川護熙首相と河野洋平自由民主党総裁、トップ会談で小選挙区300、比例代表（地域ブロック）200で合意。

### 2月
- 2月1日 - イタリアで左翼民主党を中心とする左翼連合が発足。
- 2月2日 - ベネズエラ大統領にラファエル・カルデラが就任。
- 2月3日
  - 政府・連立与党、所得税減税と財源対策で最終合意。
  - 細川首相が未明（0時50分）の記者会見で消費税を1997年（平成9年）4月1日から国民福祉税とし、税率を7パーセントに引き上げることを発表する。
  - 社会党は国民福祉税構想に猛反発し、閣僚の引き上げ、連立離脱を検討。
  - アメリカ合衆国、ベトナムへの禁輸措置を解除。
  - ロシアとグルジア、友好善隣協力条約に調印。
- 2月4日
  - 連立与党、国民福祉税と減税を白紙撤回することで一致。細川首相は再検討を要請。
  - インド国防省、中距離地対空ミサイル「アカシ」の発射実験に3日成功したと発表。

### 3月
- 3月4日 - 政治改革四法が成立。
- 3月18日 - 細川首相の佐川急便からの一億円借り入れが問題化。
- 3月24日 - 参議院、衆議院の小選挙区比例代表並立制を柱とする選挙改革法案を可決（12月25日施行）。
- 3月27日 - イタリア総選挙でフォルツァ・イタリア（FI）が上下両院で第1党に躍進。キリスト教民主主義（DC）やイタリア社会党（PSI）など旧与党勢力は惨敗。→詳細な選挙結果については「1994年イタリア総選挙」を参照
- 3月31日 - 細川首相のNTT株購入問題を巡り与野党対決激化。

### 4月
- 4月6日
  - ハビャリマナとンタリャミラ両大統領暗殺事件。
  - ルワンダで集団虐殺（ジェノサイド）が開始（約100日間でおよそ100万人）。
- 4月8日 - 細川首相、辞意を表明。
- 4月10日 - NATO、ボスニア紛争でセルビア人勢力を空爆。
- 4月25日 - 新生党、公明党、社会党など連立与党、羽田孜を首班指名。
- 4月26日 - 社会党、連立与党が社会党抜きで統一会派を結成したことに反発して連立離脱（会派に加わらなかった新党さきがけは閣外協力に）。
- 4月26日 - 南アフリカ共和国で初となる全人種参加による普通選挙が実施（投票は29日まで）。マンデラ率いるANC（アフリカ民族会議）が国民議会と全国州評議会の双方で多数派を制する。
- 4月27日
  - 南アフリカ大統領にネルソン・マンデラが就任。南ア史上初の黒人大統領。
  - イタリア大統領のスカルファノは、シルヴィオ・ベルルスコーニ（フォルツァ・イタリア党首）を第74代首相に指名。
- 4月28日 - 羽田内閣成立。少数与党政権となる。

### 5月
- 5月8日 - 「南京大虐殺はでっち上げだ」と発言した永野茂門法務大臣が辞任。後任に中井洽。
- 5月16日 - 加藤紘一、山崎拓、小泉純一郎（YKK）らがグループ新世紀を結成。

### 6月
- 6月15日 - イスラエルとバチカン市国が国交を樹立。
- 6月16日 - ジミー・カーター元アメリカ大統領、金日成・北朝鮮主席と会談。
- 6月29日 - 自民党、社会党、新党さきがけが村山富市社会党委員長を首相指名。
- 6月30日 - 村山内閣発足。副総理・外相に自民党総裁河野洋平、蔵相にさきがけ代表武村正義。

### 7月
- 7月8日
  - ナポリサミット開幕、エリツィン・ロシア大統領10日に初参加。
  - 金日成・北朝鮮主席死去。葬儀委員長は金正日書記。
- 7月20日 - 村山首相、所信表明演説にて「自衛隊合憲」、「日米安保堅持」と明言し、それまでの社会党の政策を180度転換する。
- 7月21日 - トニー・ブレアがイギリス労働党党首に選出。

### 8月
- 8月14日 - 「日本は侵略戦争をしようと思って戦ったのではない」との発言の責任を問われた桜井新環境庁長官が辞任。後任に宮下創平。
- 8月25日 - 村山首相訪越。
- 8月29日 - ロシア軍、旧東ドイツとバルト諸国から撤退。

### 9月
- 9月3日 - 社会党臨時党大会。自衛隊合憲、日米安保体制堅持などの政策転換を追認。

### 10月
- 10月21日 - 米朝枠組み合意により北朝鮮は国際原子力機関（IAEA）からの即時脱退を撤回。
- 10月16日 - ドイツ連邦議会選挙。ヘルムート・コール首相の与党であるキリスト教民主・社会同盟（CDU/CSU）が最大野党であるドイツ社会民主党（SPD）を抑えて第一党を維持、連立パートナーである自由民主党（FDP）と合わせて過半数を確保したことにより、コールは5期連続で首相の座を維持した。→選挙の詳細な結果については「1994年ドイツ連邦議会選挙」を参照。

### 11月
- 11月8日 - 米中間選挙で共和党が40年ぶりに上下両院で過半数を獲得。
- 11月9日 - 税制改革法案成立。平成9年（1997年）に消費税率が5パーセントに引き上げ決定。
- 11月20日 - 沖縄県知事選挙。社会党や共産党などが推薦する現職の大田昌秀が、自民が推薦する翁長助裕を大差で破って再選。全国で唯一の革新県政を維持。

### 12月
- 12月5日 - 公明党解党。新進党に加わる公明新党と地方議員などからなる公明に分党。
- 12月9日 - 日本新党、民社党がそれぞれ解党する。
- 12月10日 - 新進党結成。初代党首に海部俊樹、幹事長に小沢一郎。
- 12月16日 - 原子爆弾被爆者に対する援護に関する法律（被爆者援護法）公布。

## 死去
- 1月7日 - プーミ・ウォンウィチット、ラオス国家主席代行
- 1月22日 - 灘尾弘吉、第60・61代衆議院議長（* 1899年）
- 3月14日 - 山下元利、衆議院議員、防衛庁長官（* 1921年）
- 4月12日 - 本名武、衆議院議員（* 1911年）
- 5月20日 - 伊東正義、衆議院議員、外相（* 1913年）
- 7月8日 - 金日成、朝鮮民主主義人民共和国国家主席（* 1912年）
- 7月10日 - 永末英一、衆議院議員、第6代民社党委員長（* 1918年）
- 11月21日 - 小宮山重四郎、衆議院議員・元郵政大臣（* 1927年）